# Невидимое (фильм, 1980)
«Невидимое», также известен как «Невидаль» (англ. The Unseen) — американский фильм ужасов 1980 года, снятый режиссёром Дэнни Стейнманном.

## Сюжет
После путаницы с бронированием номера в отеле две сестры Карен и Дженнифер и их подруга Вики Томпсон знакомятся с дружелюбным, но сомнительным мужчиной по имени Эрнест Келлер, владельцем небольшого городского музея. Эрнест уговаривает трёх девушек остановиться в его большом фермерском доме за городом, где он живёт со своей женой Вирджинией, поскольку все окрестные гостиницы заняты. Приехав, Дженнифер и Карен сразу отправляются на праздничную ярмарку в соседний городок снимать новостной репортаж. На фестивале Дженнифер встречается со своим бывшим бойфрендом Тони, который заставляет её остаться, чтобы поговорить об их отношениях.
Тем временем, оставшаяся в доме Вики готовится вздремнуть в своей комнате, но на неё нападает нечто. Оно в конце концов начинает тянуть Вики в вентиляционное отверстие в полу; когда она пытается вырваться, решётка вентиляционного отверстия захлопывается на её шее, убивая её. На ярмарке Карен оставляет Дженнифер и Тони, чтобы те могли поговорить, и возвращается в дом одна, где на неё тоже нападает и убивает нечто, когда оно пытается затащить её за шарф через вентиляционное отверстие в подвал. Вирджиния, которая была в сарае и убивала курицу, вскоре после этого входит внутрь и обнаруживает тела Вики и Карен.
Когда Эрнест возвращается в дом, он застает Вирджинию в шоке. В этот момент с помощью флэшбэков выясняется, что Вирджиния и Эрнест на самом деле брат и сестра, и что Эрнест убил своего собственного отца-садиста более 20 лет назад, чтобы сохранить противоестественные отношения. Также обнаруживается, что у них есть инбредный сын по имени Малыш, который заперт в подвале; зритель также узнает, что Малыш часто жестоко избивается Эрнестом.  Затем Эрнест убеждает подавленную Вирджинию, что Дженнифер должна быть убита по возвращении, чтобы сохранить всё в тайне.
Когда Дженнифер возвращается вечером, Эрнест заманивает её в подвал, а затем запирает внутри. Она бродит вокруг в поисках выхода, но натыкается на мёртвые тела Карен и Вики. В панике она сталкивается с Малышом, который оказывается умственно отсталым взрослым человеком, в этот момент становится очевидным, что Малыш на самом деле не собирался убивать Карен и Вики. Эрнест заходит в подвал, чтобы прикончить Дженнифер, но Вирджиния, передумав, пытается его остановить. Эрнест начинает нападать на Вирджинию, но Малыш, разъяренный этим зрелищем, вмешивается, чтобы защитить свою мать. Между Малышом и Эрнестом вспыхивает драка, а Дженнифер убегает. Бой заканчивается тем, что Эрнест получает преимущество над Малышом и бьёт его по голове сломанной доской с острым гвоздём на конце, из-за чего Малыш падает и умирает.
Затем Эрнест выходит наружу, чтобы выследить и убить Дженнифер топором. Как раз в тот момент, когда на неё собираются напасть, Тони подъезжает на своей машине, видит суматоху и бежит ей на помощь, но спотыкается и падает из-за травмы ноги. В самый последний момент Эрнест получает пулю в грудь от Вирджинии и умирает. Фильм заканчивается тем, что Вирджиния в подвале баюкает мертвое тело Малыша.

## В ролях
- Стивен Фёрст — Малыш
- Сидни Лэссик — Эрнест Келлер
- Барбара Бах — Дженнифер Фаст
- Карен Ламм[англ.] — Карен Фаст
- Лилия Гольдони[англ.] — Вирджиния Келлер
- Дуглас Барр[англ.] — Тони Росс
- Лоис Янг — Вики Томпсон

## Релиз
В широкий прокат лента вышла в Японии и Дании в сентябре 1980 года, в 1981 году — в Гонконге и Австралии, наконец в Соединённых Штатах компанией World Northal он был выпущен в июне 1981 года, первый показ состоялся в Тусоне, Аризона. Впоследствии он был показан в Лос-Анджелесе 23 октября 1981 года.
Впервые он был выпущен на DVD компанией Prism 3 сентября 2001 года, а 5 сентября следующего года — компанией Digital Entertainment. 15 июля 2008 года было выпущено двухдисковое издание компанией Code Red. 20 августа 2013 года компания Scorpion Records впервые выпустила фильм на Blu-ray.

## Отзывы критиков
Фильм не получил особого внимания со стороны крупных критиков, полученные же отзывы о фильме были неоднозначными. TV Guide наградил фильм двумя звёздами из четырёх, назвав его «мерзким и извращенным фильмом ужасов, который тем не менее умудряется быть интересным и неотразимым». Дональд Гуариско из AllMovie дал фильму положительный отзыв, высоко оценив его жуткую атмосферу, режиссуру и игру Фёрста, Гольдони и Лэссика. Завершая свой обзор фильма, Гуариско написал: «„Невидимое“ — приятный сюрприз для поклонников ужасов и стоит того, чтобы его увидеть». Портал Hysteria Lives! дал фильму две с половиной звезды из пяти, назвав его «по-настоящему чудаковатым».
В 1982 году фильм получил номинацию на премию «Сатурн» в категории «Лучший малобюджетный фильм».